# V. P. Pelladeux
V. P. Pelladeux war ein französischer Hersteller von Automobilen, Motorrädern und Bootsmotoren.

## Unternehmensgeschichte
Das Unternehmen aus Biarritz begann 1913 mit der Produktion von Automobilen, Motorrädern und Bootsmotoren. Der Markenname lautete Ispano-Francia. 1920 endete die Produktion.

## Fahrzeuge
Zunächst stand nur ein Modell im Sortiment. Dies war der 8 CV. Für den Antrieb sorgte ein Einzylindermotor. Die offene Karosserie bot Platz für zwei Personen.
Nach dem Ersten Weltkrieg bestand das Angebot aus zwei Modellen. Der kleinere 8/10 CV war wahrscheinlich eine Weiterentwicklung des 8 CV. Dazu kam der 16/20 CV mit einem Vierzylindermotor.